# Jazovo
Jazovo (srbsko Јазово; madžarsko Hódegyháza) je naselje v Srbiji, ki upravno spada pod Občino Čoka; slednja pa je del Severnobanatskega upravnega okraja.

## Demografija
V naselju živi 787 polnoletnih prebivalcev, pri čemer je njihova povprečna starost 43,7 let (41,3 pri moških in 46,1 pri ženskah). Naselje ima 391 gospodinjstev, pri čemer je povprečno število članov na gospodinjstvo 2,50.
To naselje je v glavnem madžarsko (glede na rezultate popisa iz leta 2002).
|  |

| Demografija | Demografija     | Demografija     |
| Leto        | Št. prebivalcev | Št. prebivalcev |
| ----------- | --------------- | --------------- |
|             |                 |                 |
|             |                 |                 |
|             |                 |                 |
|             |                 |                 |
| 1948        | 1861            |                 |
| 1953        | 1887            |                 |
| 1961        | 1729            |                 |
| 1971        | 1625            |                 |
| 1981        | 1261            |                 |
| 1991        | 1118            | 1113            |
| 2002        | 984             | 978             |
|             |                 |                 |

| Etnična sestava po popisu iz leta 2002 | Etnična sestava po popisu iz leta 2002 | Etnična sestava po popisu iz leta 2002 | Etnična sestava po popisu iz leta 2002 | Etnična sestava po popisu iz leta 2002 |
| -------------------------------------- | -------------------------------------- | -------------------------------------- | -------------------------------------- | -------------------------------------- |
| Madžari                                | Madžari                                |                                        | 832                                    | 85,07%                                 |
| Srbi                                   | Srbi                                   |                                        | 92                                     | 9,40%                                  |
| Jugoslovani                            | Jugoslovani                            |                                        | 7                                      | 0,71%                                  |
| Romi                                   | Romi                                   |                                        | 5                                      | 0,51%                                  |
| Hrvati                                 | Hrvati                                 |                                        | 3                                      | 0,30%                                  |
| Rusi                                   | Rusi                                   |                                        | 3                                      | 0,30%                                  |
| Makedonci                              | Makedonci                              |                                        | 2                                      | 0,20%                                  |
| Črnogorci                              | Črnogorci                              |                                        | 1                                      | 0,10%                                  |
| Ukrajinci                              | Ukrajinci                              |                                        | 1                                      | 0,10%                                  |
| Neznano                                | Neznano                                |                                        | 18                                     | 1,84%                                  |